# Spies and Lies: How China’s Greatest Covert Operations Fooled the World
Spies and Lies: How China’s Greatest Covert Operations Fooled the World (dt.: „Spione und Lügen: Wie Chinas größte verdeckte Operationen die Welt betrogen“) ist ein Buch des australischen Sinologen Alex Joske von 2022. Darin behauptet er, der Westen habe den Expansionismus der chinesischen Regierung und dessen Spionagebemühungen vernachlässigt. Das Buch beschreibt insbesondere die Aktivitäten des chinesischen Ministeriums für Staatssicherheit (MSS) in den Vereinigten Staaten. Das Buch wurde von Hardie Grant Books am 4. Oktober 2022 veröffentlicht. Es gewann starken Einfluss und der Abgeordnete Mike Gallagher unterstütze es durch einen Beitrag auf dem Cover. Er wurde Monate später der erste Vorsitzende des Sonderausschusses zur Kommunistischen Partei Chinas im US-Kongress. Der australische Vorsitzende des Center for Strategic and International Studies, Charles Edel, beschrieb die Methode des Buches als „fast forensische“ („almost forensic“) Herangehensweise an das Thema.

## Rezeption
Das Buch erhielt positive Kritiken in Foreign Affairs, The Wall Street Journal und The Economist. Es hat einige Kontroversen ausgelöst, insbesondere seine Untersuchung über die erfolgreiche Kooptierung des australischen Premierministers Bob Hawke durch das MSS zur Wiederherstellung des Images Chinas nach den Protesten und dem Tian’anmen-Massaker im Jahr 1989.
Aufgrund seiner Arbeit wurde Joske bereits 2020 von der chinesischen Regierung öffentlich die Einreise nach China verboten.

## Ausgabe
- Alex Joske: Spies and Lies: How China’s Greatest Covert Operations Fooled the World. Hardie Grant 2022. 304 S. ISBN 978-1-74379-799-0